# Atelopus certus
Atelopus certus is een kikker uit de familie padden (Bufonidae) en het geslacht klompvoetkikkers (Atelopus). De soort komt endemisch voor in Panama.

## Wetenschappelijke beschrijving
Atelopus certus soort werd voor het eerst wetenschappelijk beschreven door Thomas Barbour in 1923.

## Voorkomen
Atelopus certus leeft in het westen van de provincie Darién bij de Cerro Sapo in het Nationaal Park Darién. De pad is bekend van hoogtes van 500 tot 1150 meter boven zeeniveau. De soort komt in een relatief klein gebied voor en is hierdoor kwetsbaar. Door de internationale natuurbeschermingsorganisatie IUCN wordt de soort beschouwd als 'Bedreigd'.

## Uiterlijk
Jonge exemplaren hebben een metaalachtige zwart met groene huid. Volwassen dieren zijn oranje of rood van kleur met zwarte vlekken of een netpatroon.

## Leefwijze
Atelopus certus is een bodembewoner die leeft in bergbossen. De voortplanting geschiedt in het water. Net als andere klompvoetkikkers worden bosbeekjes gebruikt voor de ontwikkeling van de larven.

## Fokprogramma
In het Gamboa Amphibian Rescue Center is een succesvol fokprogramma opgezet voor Atelopus certus.